# خاواوه
خاواوه (به لهستانی:  Chaławy) یک روستا در لهستان است که در گمینا برودنگتسا (استان لهستان بزرگ‌تر) واقع شده‌است. خاواوه ۳۲۰ نفر جمعیت دارد.